# Омская улица (Санкт-Петербург)
О́мская у́лица — улица в Приморском районе Санкт-Петербурга. Проходит от Торжковской улицы до улицы Матроса Железняка. На юге продолжается Бежецким переулком.

## История
В 1907 году участку нынешней Омской улицы от Торжковской улицы до Ланского шоссе присвоили название Бе́жецкая — по городу Бежецку. Соседние улицы также получили названия по городам Тверской губернии: Ржевская, ныне Студенческая; Старицкая, ныне Новосибирская; Торжковская.
Участок нынешней Омской улицы от Ланского шоссе до улицы Матроса Железняка с 1950-х годов назывался улицей Ли́ния Электропереда́ч — в связи с тем, что по трассе улицы проходит ЛЭП.
16 января 1964 года Бежецкую улицу и улицу Линия Электропередач объединили под общим названием Омская улица — как указано в решении, «в честь города Омска, с которым соревнуется Ленинград».
В будущем Омскую улицу планируется соединить в единую трассу с Ипподромным переулком. Для этого построят железнодорожный переезд на пересечении с Сестрорецкой железной дорогой.

## Застройка
- № 5 — здание прокуратуры Приморского района (1937; в 2016 надстроено третьим этажом[4])
- № 7 — дворец творчества детей и молодежи «Молодежный творческий форум „Китеж плюс“» (2017[5])
- № 9 — Дом детства и юношества Приморского района
- № 10 — здесь в кв. 17 в середине 1960-х годов жил популярный киноактёр А. С. Демьяненко [6].

## Пересечения
- Торжковская улица
- Ланское шоссе
- улица Матроса Железняка